# Монтиселло (Арканзас)
Монтиселло (англ. Monticello, Arkansas) — город, расположенный в округе Дру (штат Арканзас, США) с населением в 9146 человек по статистическим данным переписи 2000 года.
Город является административным центром округа Дру и местом расположения Арканзасского университета в Монтиселло.

## История
С образованием в 1846 году округа Дру его жители приняли решение о строительстве нового города, который должен был стать административным центром вновь сформированной территории. В 1849 году под закладку населённого пункт был выделен крупный участок земли, в 1851 году на участке построено здание окружного суда, а в 1857 году — здание второго суда округа.
Во время Гражданской войны в окрестностях Монтиселло произошло несколько военных стычек между военными подразделениями союзников и конфедератов, а здание Женской академии Роджерса использовалось в качестве временного госпиталя для солдат Конфедерации.

## География
По данным Бюро переписи населения США город Монтиселло имеет общую площадь в 27,71 квадратных километров, водных ресурсов в черте населённого пункта не имеется.
Монтиселло расположен на высоте 89 метров над уровнем моря.

## Демография
По данным переписи населения 2000 года в Монтиселло проживало 9146 человек, 2316 семей, насчитывалось 3592 домашних хозяйств и 3972 жилых дома. Средняя плотность населения составляла около 329 человек на один квадратный километр. Расовый состав Монтиселло по данным переписи распределился следующим образом: 64,96 % белых, 32,62 % — чёрных или афроамериканцев, 0,15 % — коренных американцев, 0,70 % — азиатов, 0,01 % — выходцев с тихоокеанских островов, 0,98 % — представителей смешанных рас, 0,58 % — других народностей. Испаноговорящие составили 1,29 % от всех жителей города.
Из 3592 домашних хозяйств в 32,5 % — воспитывали детей в возрасте до 18 лет, 42,5 % представляли собой совместно проживающие супружеские пары, в 18,3 % семей женщины проживали без мужей, 35,5 % не имели семей. 29,3 % от общего числа семей на момент переписи жили самостоятельно, при этом 11,2 % составили одинокие пожилые люди в возрасте 65 лет и старше. Средний размер домашнего хозяйства составил 2,37 человек, а средний размер семьи — 2,94 человек.
Население города по возрастному диапазону по данным переписи 2000 года распределилось следующим образом: 25,8 % — жители младше 18 лет, 16,1 % — между 18 и 24 годами, 25,9 % — от 25 до 44 лет, 18,7 % — от 45 до 64 лет и 13,4 % — в возрасте 65 лет и старше. Средний возраст жителей составил 31 год. На каждые 100 женщин в Монтиселло приходилось 87,2 мужчин, при этом на каждые сто женщин 18 лет и старше приходилось 83,5 мужчин также старше 18 лет.
Средний доход на одно домашнее хозяйство в городе составил 26 821 доллар США, а средний доход на одну семью — 36 615 долларов. При этом мужчины имели средний доход в 32 029 долларов США в год против 21 546 долларов среднегодового дохода у женщин. Доход на душу населения в городе составил 16 113 долларов в год. 14,8 % от всего числа семей в округе и 20,1 % от всей численности населения находилось на момент переписи населения за чертой бедности, при этом 24,5 % из них были моложе 18 лет и 20,2 % — в возрасте 65 лет и старше.

## Известные уроженцы и жители
- Родни Шелтон Фосс — офицер Военно-морских сил США, погибший в Перл-Харборе
- Эрик Рид — игрок в Главной лиге бейсбола
- Джеймс Милтон Кэрролл — баптистский священник и историк
- Уильям Слимонс — бывший член Палаты представителей США от Арканзаса.